# Louis Juchault de Lamoricière
Christophe-Léon-Louis Juchault de Lamoricière lub La Moricière (ur. 5 września 1806 w St Philbert de Grand-Lieu pod Nantes, zm. 11 września 1865 w Prouzel) – francuski generał i polityk.
Miał znaczący udział w zdobyciu Algierii. Francuski minister wojny w okresie II Republiki, od 28 czerwca do 20 grudnia 1848.
W latach 1848–1851 Lamoricière był jednym z bardziej aktywnych oponentów polityki Ludwika Napoleona Bonaparte, a po zamachu 2 grudnia 1851 dokonanego przez Ludwika Napoleona został zmuszony do opuszczenia Francji.
Jesienią 1852 roku zawarł znajomość z hr. Zygmuntem Krasińskim.
W 1860 został dowódcą i organizatorem Żuawi papieskich, tworzących trzon armii papieskiej, którą dowodził podczas kampanii we Włoszech tego roku w obronie Państwa Kościelnego przeciwko siłom Wiktora Emanuela, dążącym do przejęcia terytoriów stolicy apostolskiej na terenie Półwyspu Apenińskiego. W bitwie pod Castelfidardo został pokonany przez czterokrotnie liczniejszą armię   Królestwa Piemontu.
Ostatnie lata życia spędził w odosobnieniu we Francji, gdzie pozwolono mu powrócić w 1857 r. Zmarł w Prouzel w 1865 r, i został pochowany w katedrze w Nantes w grobowcu zaprojektowanym przez Paula Dubois.

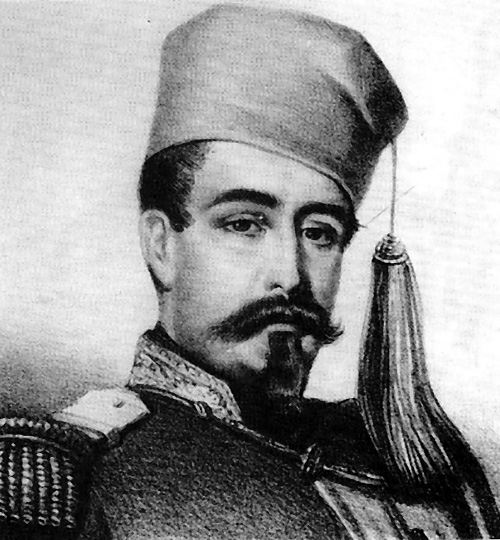
Gen. Louis de Lamoricière